# Рейнольдс, Эбигейл
Не следует путать с лондонской фотохудожницей Эбигейл Рейнольдс.
Эбигейл Рейнольдс (англ. Abigail Reynolds, род. в штате Нью-Йорке) — американская писательница. Практикующий врач.
Изучала русский и театральное искусство в Брин-Мор-колледже в Пенсильвании, а также морскую биологию в Морской биологической лаборатории в Массачусетсе. Также посещала медицинскую школу. Занимаясь частной врачебной практикой начала писать — в качестве хобби. В 2001 году она разметила свои романы на фан-фикшн сайтах Джейн Остин, жаркой поклонницей которой является с подросткового возраста, а затем самостоятельно опубликовала их.
Её книги были переведены на пять языков, а продано их было более 150 тыс. экземпляров.
Живёт в штате Массачусетсе вместе с мужем и сыном.